# Pedanier
Die Pedanier (gens Pedania, Gentilname Pedanius) waren ein römisches Familiengeschlechts, das vor allem in der Kaiserzeit florierte. Angehörige der Familie waren:
- Titus Pedanius, römischer Feldherr im Punischen Krieg, 3. Jahrhundert v. Chr.
- Publius Pedanius Costa, Mitglied des Kriegsrats des Pompeius Strabo, 1. Jahrhundert v. Chr.
- Pedanius Costa, Legat des Marcus Brutus, 1. Jahrhundert v. Chr., vielleicht Sohn des letzteren
- Lucius Pedanius Secundus († 61), römischer Politiker, Suffektkonsul 43
- Gnaeus Pedanius Fuscus Salinator (Konsul 61), römischer Suffektkonsul
- Gnaeus Pedanius Fuscus Salinator (Statthalter), römischer Suffektkonsul um 83 oder 84 und Statthalter von Asia 98/99
- Gnaeus Pedanius Fuscus Salinator (Konsul 118), römischer Politiker und Senator
- Gnaeus Pedanius Fuscus Salinator (Verschwörer), römischer Teilnehmer an einer Verschwörung gegen den Thron

Siehe auch
- Pedanios Dioskurides